# Манасян Вазген Гнатович
Вазген Ігнатович Манасян (13 березня 1958, Душанбе, Таджицька РСР, СРСР — 9 січня 2024) — радянський і таджицький футболіст, нападник. Майстер спорту СРСР (1988), згодом, тренер.

## Біографія
Починав грати у футбол в душанбинських дворах. У 1968—1970 роках брав участь у всесоюзних змаганнях «Шкіряний м'яч». Потім записався в дитячо-юнацьку спортивну школу № 5 при стадіоні «Спартак». Займався у Валерія Файзрахманова і Валерія Корчеєва.
З 1975 по 1979 рік навчався в Таджицькому політехнічному інституті і одночасно грав за інститутську команду на першість Таджикистану.
У вересні 1979 року його запросили в «Памір». Оскільки дозаявити його було неможливо, то Манасян грав за дубль, де проявив бомбардирські якості.
З 1980 року — в основі команди. В перший же сезон відіграв всі 46 матчів першості і забив 16 м'ячів. Наступні сезони також багато забивав, а команда була на провідних ролях у першій лізі. У чемпіонаті 1986 року забив 27 м'ячів. Цей показник дозволив йому стати володарем «Стріляючого бутсу» — призу газети «Комсомолець Таджикистану» для найрезультативнішого бомбардира першої ліги сезону.
31 травня 1987 року, у виїзній грі проти «Ростсільмашу», забив свій сотий м'яч у чемпіонатах країни серед команд першої ліги. У сезоні 1988 року допоміг команді завоювати малі золоті медалі чемпіонату першої ліги і вийти у вищу лігу. У результаті зі 120 м'ячами став одним з найкращих бомбардирів 1-ї ліги.
У вищій лізі грав не настільки результативно — за три сезони забив лише 3 м'ячі.
Після розпаду СРСР у квітні 1992 покинув «Памір» і перейшов в «Зеніт». У Петербурзі провів 4 гри на позиції «під нападниками». Закріпитися у складі завадила травма: у грі зі «Спартаком» йому наступили шипами на ахіллове сухожилля. Під час літньої паузи залікував травму, але у контрольній грі знову отримав пошкодження. Обстеження показало, що у гравця частковий розрив сухожилля. У підсумку, за обопільною згодою з керівництвом клубу, розірвав контракт.
Повернувся в Душанбе, де залікував травму остаточно і переїхав в Україну, де провів кілька сезонів за клуб першої ліги «Ворскла» і отримав українське громадянство, а потім ще кілька матчів за друголігову «Ниву» (Миронівка).
У 1992 провів один матч за збірну Таджикистану.
Завершив кар'єру в 1996 році в команді «Індустрія» (Боровськ) у другій лізі Росії. Повернувся у Полтаву, де тренував команду КФК і був старшим тренером збірної Полтавської області різних вікових груп.
З грудня 2003 тренував клуб Волочанин-Ратмір. У 2004 покинув команду.
У 2005 працював з клубом «Новоросійськ», який виступав в аматорській лізі ЮФО
У 2008 році тренував «Сталь» (Дніпродзержинськ), після чого також в україні працював з аматорською командою «Велика Багачка».
На початку 2011 року призначений головним тренером ташкентського «Локомотива», клубу першої ліги чемпіонату Узбекистану з футболу.

## Особисте життя
Вдівець, двов дітей. Старша дочка Ольга і син Арсен (нар. 08.01.1987). Ольга була головним педіатром Полтавської області, а Арсен також обрав професію футболіста і виступав за клуби першої ліги України «Олександрія» та «Десна», а також низку клубів другої ліги.

## Статистика
| Сезон   | Клуб             | Матчі | Голи |
| ------- | ---------------- | ----- | ---- |
| 1980    | Памір            | 46    | 16   |
| 1981    | Памір            | 44    | 13   |
| 1982    | Памір            | 42    | 13   |
| 1983    | Памір            | 40    | 9    |
| 1984    | Памір            | 41    | 7    |
| 1985    | Памір            | 40    | 12   |
| 1986    | Памір            | 44    | 27   |
| 1987    | Памір            | 40    | 8    |
| 1988    | Памір            | 39    | 15   |
| 1989    | Памір            | 21    | 1    |
| 1990    | Памір            | 23    | 1    |
| 1991    | Памір            | 5     | 1    |
| 1992    | Памір            | ?     | 8    |
| 1992    | Зеніт (СПб)      | 4     | 0    |
| 1992/93 | Ворскла          | 16    | 3    |
| 1993/94 | Ворскла          | 26    | 8    |
| 1994/95 | Ворскла          | 28    | 8    |
| 1995/96 | Нива (Миронівка) | 2     | 0    |
| 1996    | Індустрія        | 19    | 6    |